# Salix famelica
Salix famelica är en videväxtart som först beskrevs av Carleton Roy Ball, och fick sitt nu gällande namn av George William Argus. Salix famelica ingår i släktet viden, och familjen videväxter. Inga underarter finns listade i Catalogue of Life.